# Jeroen Dubbeldam
Jeroen Dubbeldam (Detmold, 15 de abril de 1973) é um ginete holandês, especialista em saltos, campeão olímpico em Sydney 2000; e bicampeão mundial em Aachen 2006 e Normandia 2014 por equipes e campeão mundial individual em 2014. 

## Carreira
Jeroen Dubbeldam representou seu país nos Jogos Olímpicos de 2000, na qual conquistou a medalha de ouro nos saltos por individual.